# Kavana
Kavana (Anthony Kavanagh; * 4. November 1977 in Moston, Manchester, Lancashire) ist ein britischer Popsänger und Schauspieler. In der zweiten Hälfte der 1990er Jahre hatte er einige Hits in Deutschland und Großbritannien.

## Leben
Anthony Kavanagh war Mitte der 1990er Jahre ein Schützling von Nigel Martin-Smith, dem Chef von Nemesis Records, der bereits Take That zusammengebracht hatte. Deren damaliges Mitglied Howard Donald schrieb den Song Crazy Chance, der 1996 als Debütsingle unter Kavanaghs Pseudonym Kavana veröffentlicht wurde. In Großbritannien stieg der Titel auf Platz 35 der Charts, in Deutschland auf Platz 79. Mit Where Are You Now (Platz 26) folgte im gleichen Jahr ein zweiter Hit in der Heimat.
Aus dem 1997er Debütalbum Kavana wurden mit I Can Make You Feel Good (UK Platz 8, DE Platz 71) und MFEO (UK Platz 8, DE Platz 89)  zwei weitere Singles ausgekoppelt. MFEO steht für Made For Each Other. Auch Crazy Chance kehrte als 1997er Remix in die Top 20 der britischen Hitparade zurück. Die Singles aus dem 1998er Longplayer Instinct, Special Kind of Something (UK Platz 13), Funky Love (UK Platz 32) und Will You Wait for Me (UK Platz 29), waren lediglich im Vereinigten Königreich erfolgreich.
Nine Days hieß 2006 der erfolglose Versuch des 1,75 Meter großen Briten, an alte Erfolge anzuknüpfen. Ein Jahr später kam das Best-of-Album Special Kind of Something in die Läden.

## Diskografie

### Alben
- 1997: Kavana
- 1998: Instinct
- 2007: Special Kind of Something: The Best of Kavana (Kompilation)

### Singles
- 1996: Crazy Chance
- 1996: Where Are You Now
- 1996: I Can Make You Feel Good
- 1997: MFEO
- 1997: Crazy Chance ’97
- 1998: Special Kind of Something
- 1998: Funky Love
- 1999: Will You Wait for Me
- 2006: Nine Days

## Filmografie
- 1999: Undressed – Wer mit wem? (TV-Serie, als Dr. Johnny)
- 2006: Hollyoaks: In the City (TV-Serie, 3 Folgen, als Will)
- 2008: Colocs.tv (TV-Serie, als Anthony)

TV-Auftritte als er selbst
- 1997: The Girlie Show (TV-Serie, 1 Folge)
- 1997: Smash Hits Poll Winners Party 1997 (TV)
- 1997: Surprise Surprise! (TV-Serie, 1 Folge)
- 1998: Melinda’s Big Night In (TV-Serie, 1 Folge)
- 1998: Late Lunch (TV-Serie, 1 Folge)
- 2007: Greased Lightnin (TV-Serie, 1 Folge)
- 2007: Grease Is the Word (TV-Show, 7 Folgen – Kandidat)
- 2007: This Morning (TV-Serie, 1 Folge)
- 2007: Loose Women (TV-Serie, 1 Folge)
- 2009: Sidaction 2009 (TV)